# Prvi vatikanski sabor
Prvi vatikanski sabor sazvao je papa Pio IX. 29. lipnja 1868. godine, nakon dugogodišnjeg razdoblja njegovog planiranja i pripremanja koje je započelo 6. prosinca 1864.
Ovaj dvadeseti ekumenski sabor Katoličke crkve, održan tri stoljeća nakon Tridentskog sabora, otvoren je 8. prosinca 1869. godine, a prekinut je 20. listopada 1870. Održavao se u Vatikanskoj bazilici, a sveukupno su održane četiri sjednice. Sabor je prekinut zbog predaje Rima, pada Papinske Države i njezinog ujedinjena s Italijom, te nikad nije nastavljen.

## Povijest
Dana 6. prosinca 1864., papa je na tajnom konzistoriju kurijalnih kardinala izjavio namjeru da sazove sabor. Nakon usuglašavanja, 1865. godine, bilo je određeno povjerenstvo od 5 kardinala koji su trebali pripremiti materijal o kojemu će se na koncilu raspravljati.
Na 1800. proslavi godišnjice smrti apostola Petra i Pavla, papa je svijetu objavio svoju namjeru. Dana 29. lipnja 1864. izdao je encikliku „Aeterni patris unigenitus”, u kojoj je odredio otvaranje koncila u Vatikanu na blagdan Bezgrješnog začeća, 8. prosinca 1869. godine. U rujnu 1868. pozvao je na sudjelovanje i pripadnike istočnih Crkava te protestantskih zajednica.
Sabor je počeo s radom u desnoj lađi crkve sv. Petra. Bilo je pozvano 1050 osoba, a prisustvovalo ih je 774. Došlo je 276 Talijana, 84 Francuza, 48 biskupa iz Austro-Ugarske, 41 Španjolac, 17 Nijemaca i drugi. Prvi predsjedatelj bio je njemački kardinal Reissach.
U crkvi sv. Petra održane su 4 javne sjednice i 89 generalnih kongregacija. Na početku su izabrana 4 povjerenstva sa 24 člana; na čelu svake bio je jedan kardinal kao predsjednik. Na trećoj svečanoj sjednici, 24. travnja 1870., jednoglasno je izglasana dogmatska konstitucija „De fide catholica”. Iako je papa želio skinuti s dnevnoga reda definiranje nepogrješivosti, primas Belgije kardinal Dechamps sa još je 400 biskupa tražio da se u dogmatski nacrt „De Ecclesia” unese i pitanje papine nepogrješivosti. Protiv toga je bilo 136 saborskih otaca.
Sa raspravom se započelo 6. ožujka 1870. godine. O ovome pitanju se raspravljalo na 37 sjednica generalnih kongregacija. Bilo je održano 140 otvorenih govora za i protiv.
Dana 13. srpnja 1870. obavljeno je glasovanje u generalnoj kongregaciji. Glavna je sjednica bila predviđena za 18. srpnja. Na to je 57 biskupa zamolilo papu kako bi mogli otputovati prije toga dana, jer nisu željeli u njegovoj nazočnosti glasovati negativno. To im je papa dopustio te je njih 55 otputovalo.
Dana 18. srpnja održana je 4. svečana sjednica na kojoj je prisustvovalo 535 otaca. Predstavljena je konstitucija „De Ecclesia Christi” (Pastor Aeternus). Za nju su glasovala 533 saborska oca, a protiv su bili samo biskup Riccio sa Sicilije i Amerikanac Fitzgerald. Definiralo se da je papina vlast vrhovna i neposredna jurisdikcija nad cijelom Crkvom u pitanjima vjere, morala, discipline i uprave Crkve. Također vjerska je istina da su papine odluke u pitanjima vjere i morala nepogrešive kada ih daje ex cathedra kao vrhovni učitelj Crkve.
Nakon što su Talijani osvojili Rim, papa Pio IX. je prosvjedovao protiv nasilja te se zatvorio u Vatikan. Bulom „Postquam Dei munere” od 20. listopada odgodio je sabor.

## Koncilski dokumenti
- Dei Filius – dogmatska konstitucija o katoličkoj vjeri,
- Pastor Aeternus – dogmatska konstitucija kojom se definira papinska nezabludivost.

### Članci
- Dragošević, Srećko. 1970. Prvi vatikanski sabor. Crkva u svijetu. Sveučilište u Splitu - Katolički bogoslovni fakultet. Split. 5 (1): 54–64

## Vanjske poveznice

### Sestrinski projekti
|  | Zajednički poslužitelj ima još gradiva o temi Prvi vatikanski sabor |